# Ranunculus flagelliformis
Ranunculus flagelliformis Sm. – gatunek rośliny z rodziny jaskrowatych (Ranunculaceae Juss.). Występuje naturalnie w Centralnej i Południowej.

## Rozmieszczenie geograficzne
Rośnie w Meksyku, Gwatemali, Kostaryce, Wenezueli, Ekwadorze, Boliwii, Peru, Chile, Argentynie, Paragwaju, Urugwaju oraz Brazylii. W Meksyku występuje w stanie Hidalgo. W Gwatemali gatunek ten odnotowano w departamentach Chimaltenango, Jalapa oraz San Marcos. W Ekwadorze rośnie w prowincjach Azuay, Bolívar, Cañar, Carchi, Chimborazo, Cotopaxi, Galápagos, Loja, Napo, Pichincha i Tungurahua. W Peru występuje w regionach Amazonas, Ancash, Cajamarca, Cuzco, Huancavelica, La Libertad, Lima, Puno oraz San Martín. W Argentynie ten gatunek zarejestrowano w Dystrykcie Federalnym oraz w prowincjach Buenos Aires, Catamarca, Córdoba, Entre Ríos, Jujuy, Misiones, Neuquén, Salta, San Juan, Santa Fe i Tucumán. W Brazylii rośnie w Dystrykcie Federalnym oraz w stanach São Paulo, Parana i Santa Catarina. 

## Morfologia
PokrójBylina rozłogowa.
LiścieMają prawie okrągły kształt. Osadzone są na krótkich ogonkach liściowych.
KwiatySą pojedyncze. Pojawiają się na kątach pędów. Dorastają do 3–4 mm średnicy. Mają 4 okrągłe działki kielicha oraz 4 owalne płatki.

## Biologia i ekologia
Kwitnie od grudnia do lutego.